# Nikki Kahn
Pour les articles homonymes, voir Kahn.
Nikki Kahn est une photojournaliste et photographe documentaire guyanienne née en 1967 à Georgetown en Guyana.
Elle est lauréate du prix Pulitzer de la photographie d'actualité 2011 pour son reportage sur le tremblement de terre en Haïti, réalisé avec Carol Guzy et Ricky Carioti pour le Washington Post.

## Jeunesse et études
Nikki Kahn est née à Georgetown en république coopérative du Guyana. Elle déménage à Washington et étudie à l'American University où elle passe en mai 1996 un baccalauréat en arts, spécialisé en médias visuels et en histoire de l'art. Elle s’inscrit ensuite à l'Université de Syracuse et obtient en mai 2004 un Master en photographie, grâce à un projet sur l’épidémie de sida en Guyana.
Elle réalise des stages au Washington Times, au News Journal à Wilmington dans le Delaware et à l’Anchorage Daily News en Alaska.

## Carrière journalistique
Nikki Kahn commence sa carrière en tant que photographe et rédactrice au service photo du Knight-Ridder Tribune à Washington.
En 2005, elle rejoint l'équipe du Washington Post pour lequel elle suit les deux campagnes électorales de Barack Obama. Elle travaille également en Afghanistan, en Égypte, en Inde, en Tunisie et en Ukraine.
En 2008, elle retourne en Guyana pour poursuivre son projet sur l’épidémie de sida.
En 2010 elle est envoyée en Haïti avec Carol Guzy et Ricky Carioti à la suite du tremblement de terre qui a ravagé l’île. Leur reportage La tristesse profonde d'Haïti brosse un portrait intime du chagrin et du désespoir immense causés par la catastrophe. Il est salué par le prix Pulitzer l’année suivante.
Veuve du photographe Michel duCille décédé en décembre 2014, Nikki Kahn est la première lauréate de la bourse créée en son honneur par la National Press Photographers Foundation (NPPF). Dans ce cadre, elle participe en février 2017 à Zanzibar, à un programme de formation de vingt journalistes africains travaillant sur des projets de journalisme d'investigation multimédia.
La même année, en janvier, elle quitte le Washington Post pour se lancer dans la photographie documentaire.

## Expositions majeures
Son travail a été exposé en 2012 au Newseum de Washington par la White House News Photographers Association.

## Récompenses
- 2011 : Prix Pulitzer de la photographie d'actualité, avec Carol Guzy et Ricky Carioti, The Washington Post - Haiti's Profound Sorrow[2]